# V-Varen Nagasaki
V-Varen Nagasaki (em japonês: V・ファーレン長崎) é um clube de futebol do Japão, que disputa atualmente a J2 League, a segunda divisão nacional. Sua sede localiza-se em Nagasaki.

## História
Fundado em 2005, começou disputando a Liga de Futebol de Kyūshū, sendo promovido à Japan Football League em 2008, onde permaneceria até 2011. Em 2012, sagrou-se campeão da JFL e garantiu seu acesso à J2.League.
Seu estádio, o Nagasaki Athletic Stadium, localiza-se em Isahaya, próxima a Nagasaki, e possui capacidade de 15.419 lugares. As cores oficiais do V-Varen são laranja e azul.V-Varen Nagasaki, desde 2006, disputou o campeonato Kyūshū Soccer League e, portanto, um lugar na Japan Football League , mas eles só ganharam em novembro de 2008, como segundo lugar na série de promoção Regional League .
Em janeiro de 2009, eles solicitaram o título de associado da J. League e sua inscrição foi aceita na reunião de diretoria da J. League em fevereiro. Em 2012 , eles ganharam o titulo da Japan Football League e, portanto, a promoção para a Divisão J. League 2. Cinco anos depois, eles ganharam a promoção para a Liga J1 pela primeira vez depois de terminarem em segundo lugar na J2.League de 2017 .
J2.League
Em preparação para a primeira temporada do clube na J. League Division 2, o clube contratou Takuya Takagi como técnico da temporada. Em 3 de março de 2013 V-Varen Nagasaki jogou em seu primeiro jogo da J2.League contra Fagiano Okayama no Kanko Stadium em Okayama, no qual o clube empatou o jogo por 1 a 1, Kōichi Satō marcando o primeiro Gol da 2ª divisão para o V-Varen Nagasaki aos 25 minutos. O clube fez o seu primeiro jogo em casa, na J. League Division 2, em 10 de Março de 2013, no Nagasaki Athletic Stadium, frente aos antigos campeões da J.League Gamba Osaka em que V-Varen Nagasaki perdeu de 3-1 na frente de uma enorme multidão de 18.153.
Problemas financeiros
Depois de registrar um déficit de 160 milhões de ienes no ano fiscal de 2016, somando um déficit acumulado de mais de 300 milhões de ienes, a Nova (eikaiwa) adquiriu uma participação majoritária da equipe por mais de 500 milhões de ienes em março de 2017. Este foi o primeiro. tempo Nova Holdings patrocinou uma equipe de esportes, fez-lhes um grande patrocinador da J. League Division 2.

## Titulos
- Japan Football League: 2012

## Uniformes

### Uniformes atuais
| 1º Uniforme | 2º Uniforme |

### Uniformes anteriores
- 2019

| 1º Uniforme | 2º Uniforme | 3º Uniforme |

- 2018

| 1º Uniforme | 2º Uniforme | 3º Uniforme |

- 2017

| 1º Uniforme | 2º Uniforme |